# Гарти
Гарти (рос. Гарты) — колишнє селище залізничної станції в Миколаївській сільській раді Ємільчинського району Житомирської області Української РСР. До 1946 року — урочище.

## Населення
У 1906 році в поселенні налічувалося 16 мешканців, дворів — 4.

## Історія
У 1906 році — урочище Емільчинської волості (2-го стану) Новоград-Волинського повіту Волинської губернії. Відстань до губернського центру, м. Новоград-Волинський, становила 60 верст, до волосного центру містечка Емільчин — 25 верст. Найближче поштово-телеграфне відділення розміщувалося в Емільчині.
У 1923 році включене до складу новоствореної М'яколовицької (згодом — Миколаївська) сільської ради, яка 7 березня 1923 року увійшла до складу новоутвореного Емільчинського (згодом — Ємільчинський) району Коростенської округи. Станом на 1 жовтня 1941 року значилося на обліку як село. Станом на 1 вересня 1946 року — селище залізничної станції Гарти Миколаївської сільської ради Ємільчинського району.
Виключене з обліку населених пунктів до 1 березня 1961 року.